# Parc d'État de Father Hennepin
Le parc d'État de Father Hennepin (en anglais : Father Hennepin State Park) est une réserve naturelle située dans l'État du Minnesota sur la rive sud-est du lac des Mille Lacs. Il a été baptisé en l'honneur du Père Louis Hennepin, un prêtre qui participa à une expédition d'exploration française en 1680.  